# Boulevard Charles-de-Gaulle (Colombes)
Pour les articles homonymes, voir Boulevard Charles-de-Gaulle.
Le boulevard Charles-de-Gaulle est une voie de communication de Colombes.

## Situation et accès

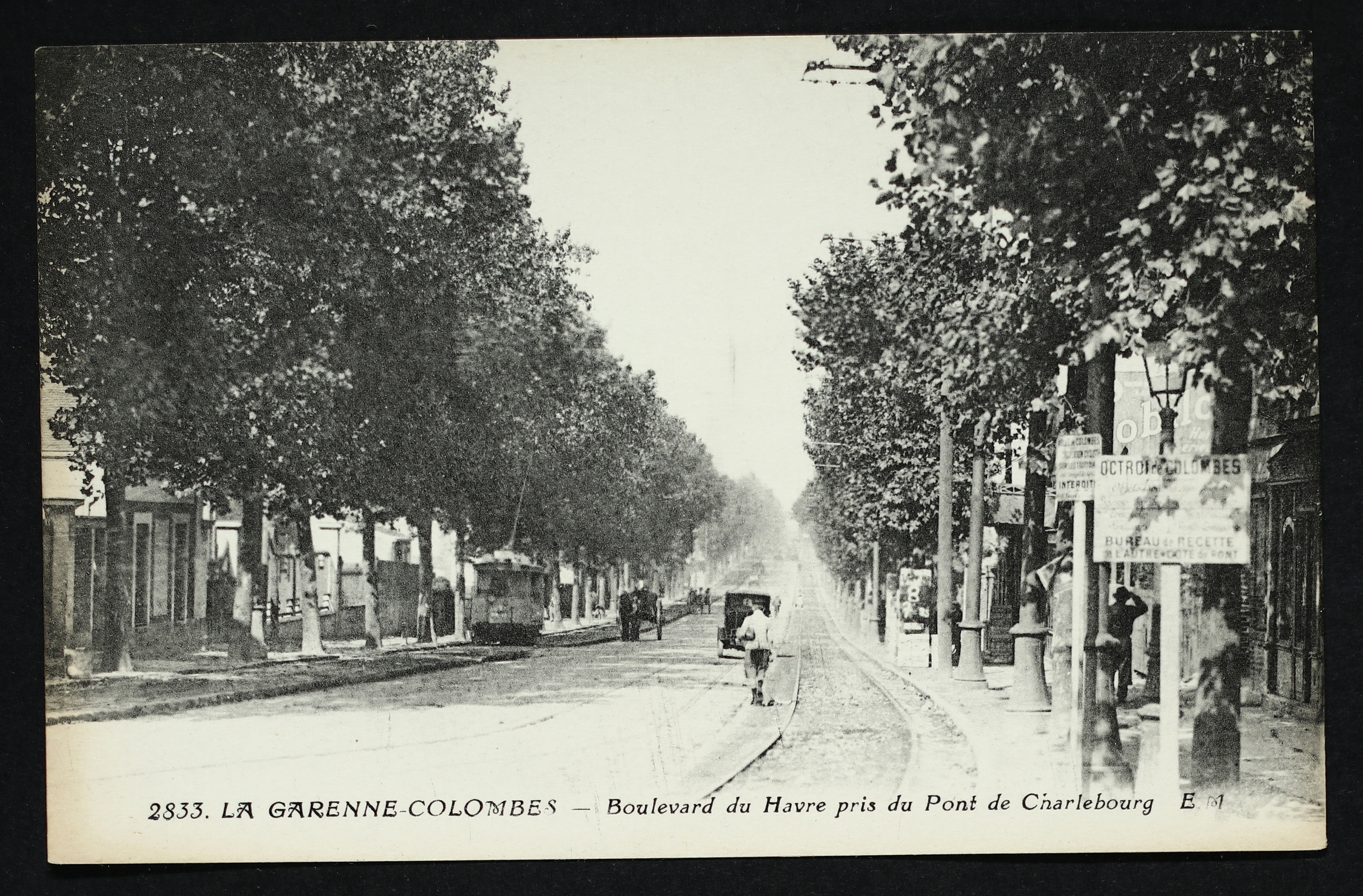
La Garenne-Colombes: Boulevard du Havre pris du pont de Charlebourg.

Ce boulevard, dans son ensemble, suit la route départementale 992, ancienne route nationale 192.
Il commence à la jonction du boulevard National avec le pont de Charlebourg qui franchit la ligne de Paris-Saint-Lazare au Havre.
Il croise ensuite la route nationale 186, qui porte localement le nom de rue Gabriel-Péri, à la place Louis-Aragon, encore appelée carrefour des Quatre-Chemins.
Il se termine au boulevard du Havre à Nanterre qui se dirige vers le pont de Bezons.

## Origine du nom
Cette voie a été nommée en l'honneur de Charles de Gaulle (1890-1970), général, chef de la France libre et président de la République française de 1959 à 1969.

## Historique

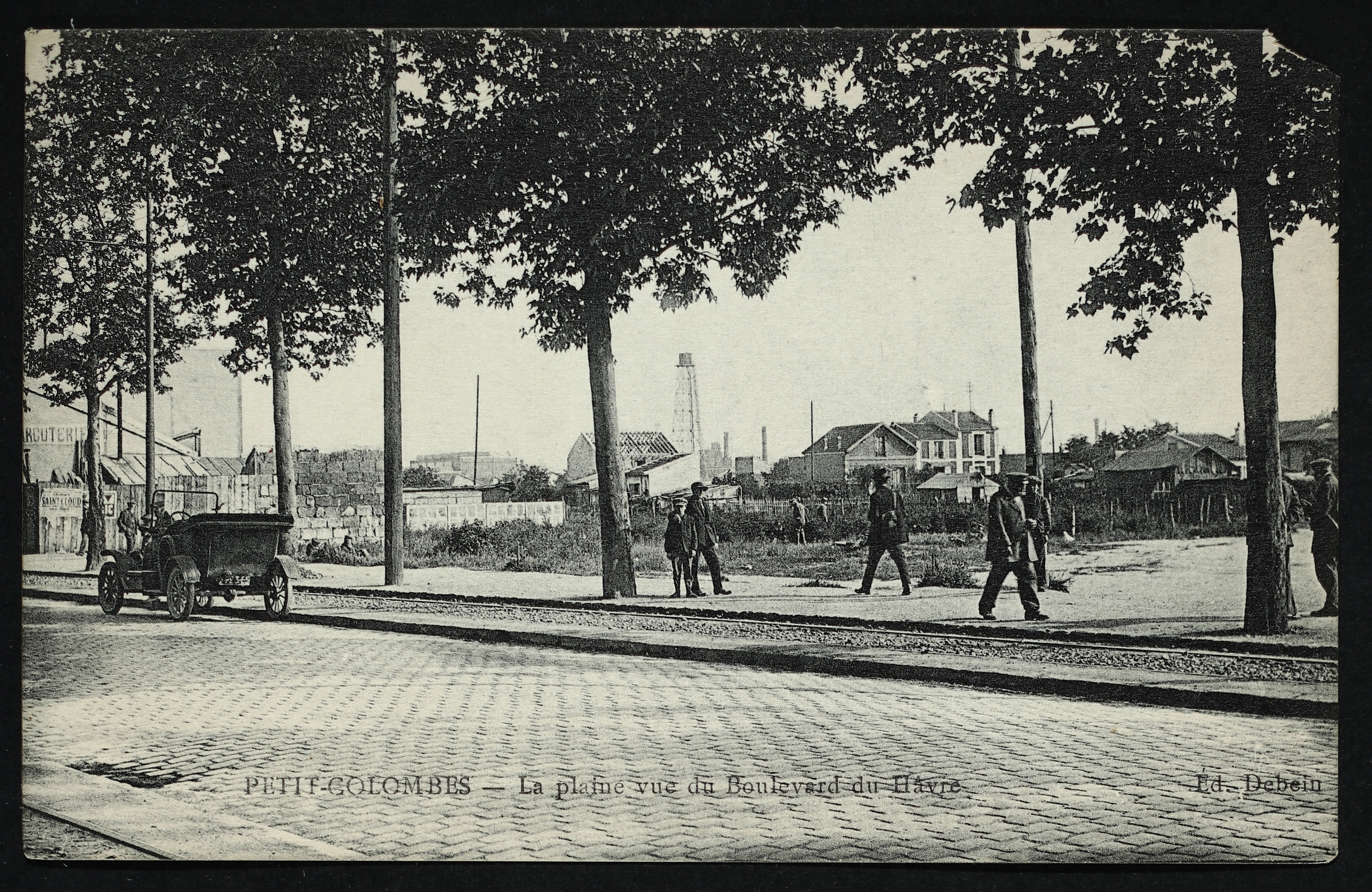
La Plaine vue du boulevard du Havre.

En 1940, le boulevard a été une voie de l'invasion allemande.
Inversement, en août 1944, il constitua le principal axe de déplacement des armées allemandes en déroute.

## Bâtiments remarquables et lieux de mémoire
- Au Nord, près de la Seine, le parc Pierre-Lagravère, ancien parc du Moulin Joly;
- Square Florence-Arthaud, hommage à la navigatrice française Florence Arthaud;
- Cimetière de la Cerisaie, dit cimetière Nouveau de Colombes;
- Siège d'Oracle France;